# NGC 7324
NGC 7324 је елиптична галаксија у сазвежђу Пегаз која се налази на NGC листи објеката дубоког неба.
Деклинација објекта је + 19° 8' 48" а ректасцензија 22h 37m 1,0s. Привидна величина (магнитуда) објекта NGC 7324 износи 14,0 а фотографска магнитуда 15,0. NGC 7324 је још познат и под ознакама MCG 3-57-26, CGCG 452-36, KCPG 569B, PGC 69321.